# Aïn Nouïssy
Aïn Nouïssy è un comune dell'Algeria, situato nella provincia di Mostaganem.